# 깁스가족
《깁스가족》은 MBC에서 2000년 1월 7일부터 2000년 5월 12일까지 방영된 주간연속극으로, 정형외과 병동에서 벌어지는 깁스 환자들의 이야기를 다룬 메디컬 드라마이다. 당초 〈장미병동〉이란 제목이 거론되었으나 사람냄새가 나지 않는다는 이유 때문에 변경됐다.
아울러, 세상살이의 축소판이라 할 수 있는 정형외과 병실에 입원한 환자들의 인간군상을 코믹하고 풍자적으로 그려냈고 전작 《육남매》를 맡았던 작가와 연출자가 또다시 뭉쳤다. 하지만 시청률 부진으로 결국 17회 만에 조기 종영이 되었다.

## 등장 인물
- 최명길 : 조아라 역 - 방송 작가(우측 상완골 분쇄골절,좌측 비골횡골절)
- 박용하 : 고수도 역 - 중학교 도덕교사(흉추12번,요추2번 불안정설 방출성 골절,좌측 광골 골절)
- 김성령 : 염경옥 역 (좌측 대퇴골 분쇄골절)
- 길용우 : 강두영 역 - 정형외과 과장
- 윤동환 : 오동찬 역 - 레지던트 2년차
- 신신애 : 수간호사 역
- 김애경
- 김지영
- 정성모 : 최태만 역(골반골절,늑골골절)
- 서춘화 : 양혜순 역
- 권용운 : 장하철 역 - 포크레인 기사(우측다리 경골골절,경추골골절)
- 김흥수 : 한준혁 역(양측 경골 골절)
- 김효진
- 사미자 : 안죽자 역
- 김성은 : 옥미나 역(좌측 복사뼈 2쪽골절)
- 이의정
- 강석우 : 민지환 역 - 정복순 남편
- 류수영 : 레지던트 2 역
- 오종훈
- 이선희 : 모창가수 이선휘(정복순) (좌측 상완골 목골절,좌측 쇄골골절) / 본인 역 (특별출연)
- 홍은희
- 허성수
- 함신영
- 김상엽
- 송일국

## 방영목록
제 1 화 신고합니다!
제 2 화 이상한 연인들
제 3 화 닥터오 수난시대
제 4 화 앗싸라비아~쾌유비법
제 5 화 설 특집 - 병원에서 설 맞이
제 6 화 나도 면회 왔다우!
제 7 화 연애 좀 하자구요!
제 8 화 나도 짠순이가 아니라구요!
제 9 화 금연합시다
제 10 화 여 병실에서 생긴일
제 11 화 엄마는 디스크
제 12 화 노란 불을 조심하세요!
제 13 화 마음을 돌려다오!
제 14 화 명찰없는 환자
제 15 화 봄바람
제 16 화 청첩장
제 17 화(마지막회) 안녕!깁스가족